# Fanny Herring
Fanny Herring, född 1832, död 1906, var en amerikansk skådespelare.  Hon var engagerad vid Bowery Theatre i New York och en av dess stjärnattraktioner under sin karriär. Hon uppskattades i Shakespeares kvinnliga roller, byxroller och från 1870-talet alltmer i vaudeville. 